# انگیزه (ترانه نورمانی)
«انگیزه» (به انگلیسی: Motivation) ترانه‌ای از خواننده آمریکایی نورمانی است که در تاریخ ۱۶ اوت ۲۰۱۹ منتشر شد. این ترانه توسط آریانا گراند، ایلیا سلمان زاده، مکس مارتین، نورمانی، ساوان کوتچا نوشته شده‌است و توسط ایلیا تهیه شده‌است. موزیک ویدیو این ترانه در همان روز منتشر شد. این آهنگ در بین ده کشور از جمله ایالات متحده و انگلیس و به جمع ۴۰ رتبه برتر رسید و در «لیست‌های بهترین» قرار گرفت. این ترانه در اولین آلبوم انفرادی او، که انتظار می‌رود در سال ۲۰۲۰ منتشر شود گنجانده شده‌است.